# Batzra
Batzra (en hebreo: בצרה‎) es un moshav en el Distrito Central de Israel. Ubicado en la Llanura del Sharon, cerca de Ra'anana y Kfar Saba, pertenece a la jurisdicción del Concejo Regional Hof HaSharon. En el 2008 tenía una población de 1.400 habitantes.

## Historia
El Moshav fue establecido en 1946 por los soldados desmovilizados del ejército británico. Fue nombrado en honor a la ciudad de Basora, en Irak, donde estos soldados habían luchado durante la Segunda Guerra Mundial.
- Datos: Q2916680
- Multimedia: Batzra / Q2916680